# Anuropus bathypelagicus
Anuropus bathypelagicus is een pissebed uit de familie Anuropidae. De wetenschappelijke naam van de soort is voor het eerst geldig gepubliceerd in 1958 door Menzies & Dow.